# جان میلیوس
جان میلیوس (انگلیسی: John Milius؛ زادهٔ ۱۱ آوریل ۱۹۴۴) کارگردان، نویسنده، کارآفرین و مدیر اجرایی اهل ایالات متحده آمریکا است. وی از سال ۱۹۶۶ میلادی تاکنون مشغول فعالیت بوده‌است. او از بنیانگذاران سازمان یواف‌سی می‌باشد.